# José María Morera
José María Morera Bosch (ur. 5 marca 1947 w Madrycie) – hiszpański lekkoatleta, średniodystansowiec.
Zajął 6. miejsce w biegu na 3000 metrów na europejskich igrzyskach halowych w 1967 w Pradze. Wywalczył srebrny medal w biegu na 1500 metrów  na igrzyskach śródziemnomorskich w 1967 w Tunisie. Na europejskich igrzyskach halowych w 1968 w Madrycie zdobył dwa medale: srebrny w biegu na 1500 metrów (wyprzedził go tylko John Whetton z Wielkiej Brytanii) i brązowy w sztafecie szwedzkiej 1+2+3+4 okrążenia (sztafeta biegła w składzie: José Luis Sánchez, Ramón Magariños, Alfonso Gabernet i Morera). Zajął 9. miejsce w biegu na 3000 metrów na europejskich igrzyskach halowych w 1969 w Pradze. Na igrzyskach śródziemnomorskich w 1971 w Izmirze zajął 5. miejsce w biegu na 800 metrów. 
Był mistrzem Hiszpanii w biegu na 1500 metrów w 1966, 1967 i 1969, a w hali mistrzem Hiszpanii na tym dystansie w 1968 i 1969 oraz w biegu na 2000 metrów w 1967.